# Neustädter Markthalle

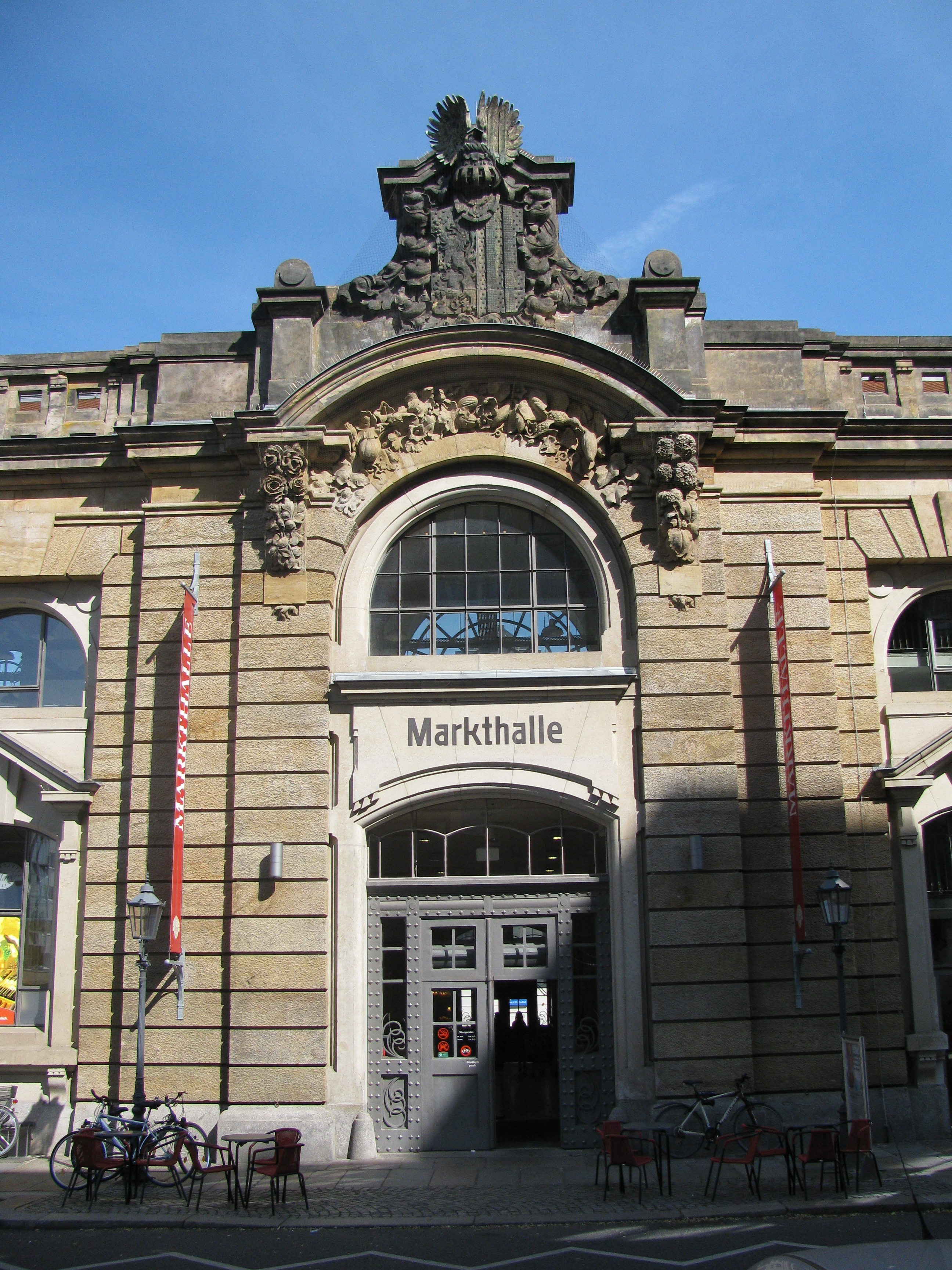
Neustädter Markthalle, Portal an der Ritterstraße

Die Neustädter Markthalle in Dresden ist eine am 7. Oktober 1899 erstmals eröffnete Markthalle auf der Metzer Straße, Ecke Hauptstraße in der Neustadt. Nach einer großen Sanierung wurde die denkmalgeschützte Halle im Jahr 2000 als Einkaufszentrum wiedereröffnet.

## Architektur

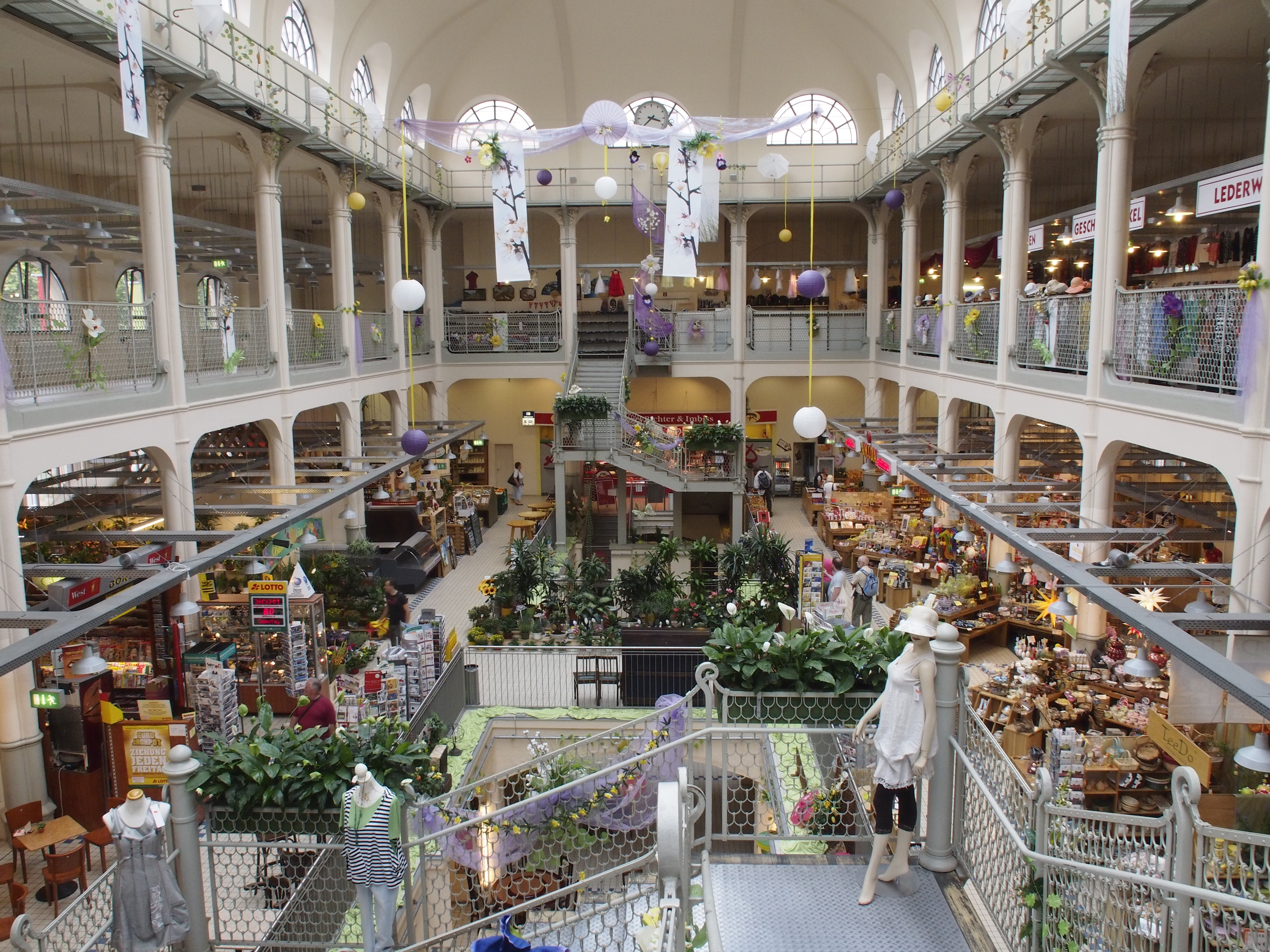
Im Inneren der Markthalle

Die Markthalle ist ein 86 Meter langer und 30 Meter breiter Sandsteinbau aus der Gründerzeit. In 17 Metern Höhe wird die Halle von einem Oberlicht überwölbt. An der westlichen Seite ist die Halle mit einem in Sandsteinquadern ausgeführten Kopfbau verbunden.

## Geschichte

Ansicht um 1908

### Vor 1945
Im Jahr 1899 errichtete der Stadtbaurat und Architekt Edmund Bräter nach Plänen des vormaligen Stadtbaumeisters Wilhelm Rettig die Halle auf dem Gelände einer 1896 abgerissenen Infanterie-Kaserne nahe dem Palais Wackerbarth. Der Rat der Stadt Dresden kaufte das Areal für 360.000 Mark vom Königlichen Finanzministerium. Die Baukosten betrugen 600.000 Mark. Um Kosten zu sparen, wurde unter anderem auf einen östlichen Kopfbau verzichtet. Zu dieser Zeit war die Neustädter Markthalle eine der drei großen Markthallen Dresdens, die die 1893 eingestellten Wochenmärkte abgelöst hatten.
Zu ihrer Eröffnung waren auf den 1158 Quadratmetern Verkaufsfläche im Erdgeschoss 229 Verkaufsstände beheimatet. Die Galerie sollte vorerst nicht mit Verkaufsständen versehen werden. Im westlichen Kopfbau befanden sich eine Gastwirtschaft, zwei Läden, die Räume der vormaligen Dritten Stadtbezirksinspektion, einige Wohnungen und Räume der Halleninspektion. Die begehrtesten Stände befanden sich im Erdgeschoss. So mussten hier für Stände zum Verkauf von Fleisch, Wild und Geflügel pro Quadratmeter und Tag 40 Pfennig bezahlt werden, auf der Galerie nur 30 Pfennig.

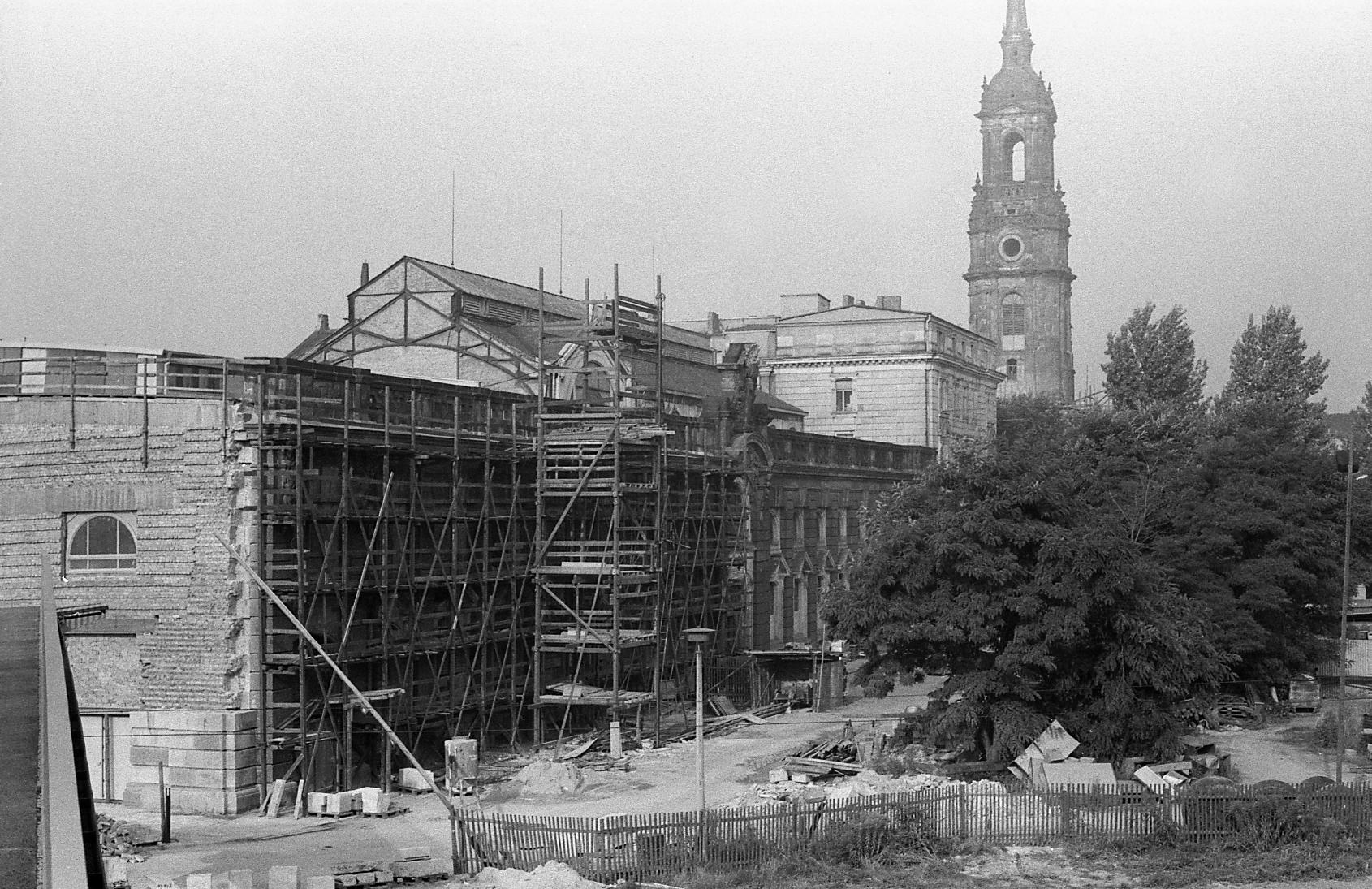
Sanierung des Ostteils der Halle 1980

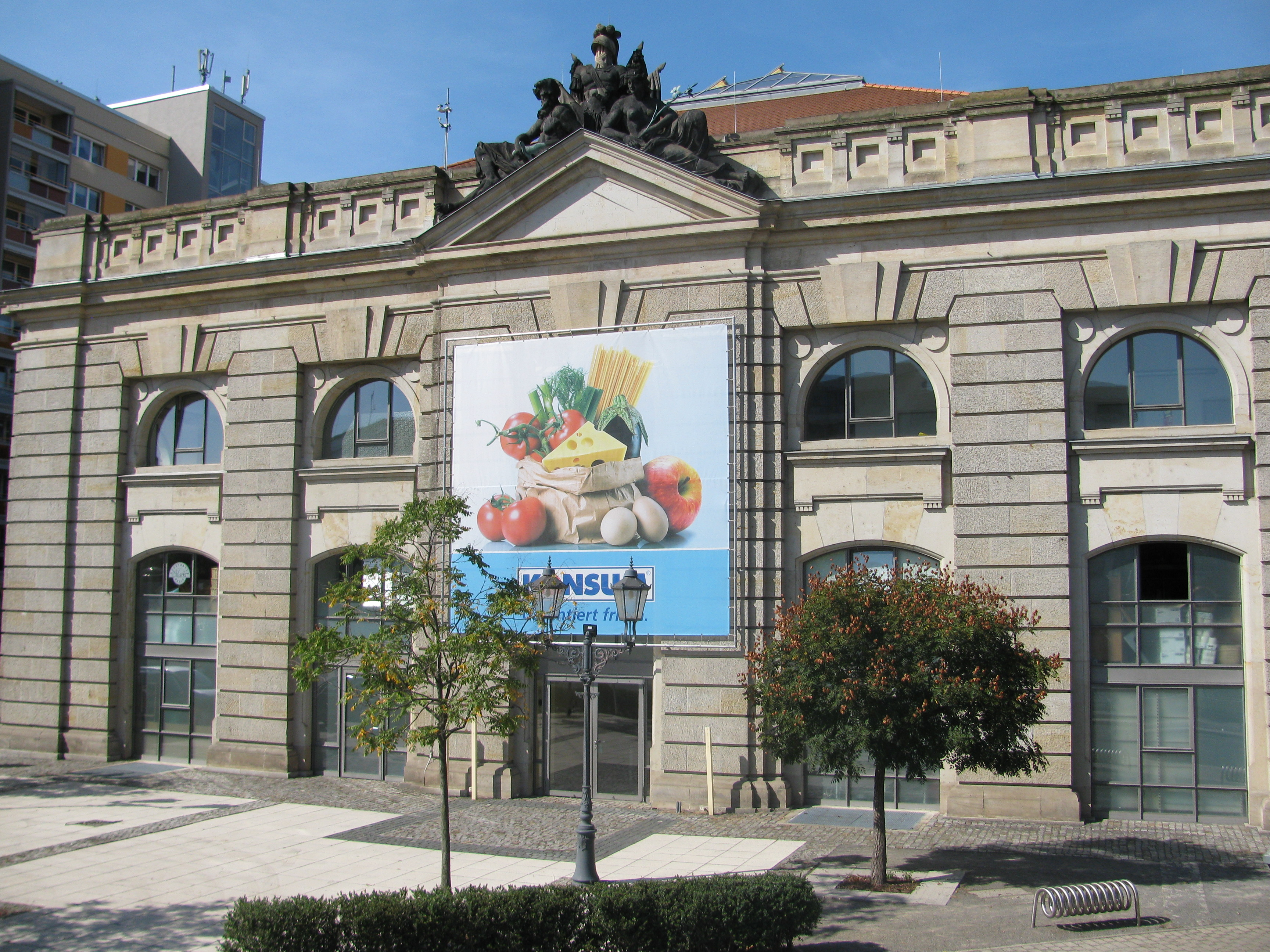
Ostseite der Markthalle mit Figurengruppe

### Ab 1945
Kurz vor Ende des Zweiten Weltkriegs wurde die östliche Hälfte der Halle von Fliegerbomben zerstört. In den anderen Abschnitten der Halle wurden bereits kurz nach Kriegsende Waren an provisorischen Marktständen verkauft. Im Jahr 1949 übernahm die Konsumgenossenschaft die Markthalle und richtete 1967 eine 1000 Quadratmeter große Kaufhalle ein. Zwischen 1978 und 1981 wurde der ehemalige Lagerbereich für 5,3 Millionen Mark saniert. Den Ostgiebel ziert seitdem eine Figurengruppe aus dem 19. Jahrhundert, die früher auf dem Blockhaus am Neustädter Markt stand. Ein Plan zur Sanierung des Westteils musste 1982 nach einem Ministerratsbeschluss zu den Akten gelegt werden.
Im April 1997 wurde die Markthalle von der Konsum Dresden eG auf Grundlage des Sachenrechtsbereinigungsgesetzes aus den Händen der Bundesanstalt für vereinigungsbedingte Sonderaufgaben für vier Millionen D-Mark erworben. Am 28. November 2000 fand die Wiedereröffnung nach umfangreichen Sanierungsarbeiten statt. Diese hatten etwa 10 Monate gedauert und 19 Millionen Euro gekostet. Dabei wurde unter anderem die Galerie erweitert und das Kellergeschoss zur Verkaufsfläche ausgebaut. Hierfür wurden der Boden des ehemaligen Luftschutzkellers abgesenkt und einige meterdicke Wände entfernt. Auf der Galerie wurden einige nicht mehr tragfähige Säulen ersetzt. Dabei wurden auch aufwändig gestaltete Stuckkapitelle durch exakte Kopien ersetzt. 4500 Kubikmeter Abrissmaterial wurden aus der Halle entfernt (darunter rund 500 Kubikmeter Trümmerschutt aus dem Zweiten Weltkrieg), 4000 Kubikmeter Beton, vor allem für Fundamente, eingebracht und 6000 Quadratmeter Fliesen verlegt. 43 Händler boten anschließend ihre Waren feil, außerdem wurde ein Restaurant und im Jahr darauf ein Fitnessstudio eröffnet. Die einzelnen Stände sind nicht durch Türen abgeschlossen. Nachts wacht ein System aus Lichtschranken über die Bewegungen im Haus.
Die Grundfläche der Markthalle beträgt 2700 Quadratmeter, die Mietfläche 4757 Quadratmeter.

### Aktuelle Geschäfte
Auf den drei Ebenen der Markthalle finden sich bis heute zahlreiche Geschäfte verschiedenster Branchen wieder. So gibt es die Lebensmittelgeschäfte Konsum Dresden, Bäckerei Emil Reimann, TeeDo Landladen, die Vitaminquelle sowie einen Fleischer. Einkehren kann man im Café Markthalle und im Asia Bistro. Alles rund um Textilien, Leder, Kleidung und Schuhe erhält man bei Schuhreparatur Vladi, Gestiefelter Kater, in der Moda-Boutique, bei Textilpflege Pfeiff und der Sasch Lederbörse. Fündig wird man zudem bei Amida (Geschenke und Deko), in der Blumenwelt, in der Tabak Börse sowie bei Freiberger Porzellan (Teil der Moda-Boutique) und fit bleibt man schließlich bei Kieser Training.

## Automobilmuseum Dresden
Am 23. Mai 2003 wurde im Obergeschoss der Neustädter Markthalle das Automobilmuseum Dresden eröffnet. Die Ausstellungsfläche betrug 1100 Quadratmeter. Im Jahr 2005 erfolgte die Kündigung des Mietvertrags. Im September 2005 musste das Museum aus der Neustädter Markthalle ausziehen und wurde im Jahr 2006 als Teil des DDR-Museums Zeitreise in Radebeul wiedereröffnet. Nach dessen Schließung im Jahr 2016 kam ein Teil die Exponate im Januar 2017 zurück in die Dresdner Neustadt in das Hochhaus am Albertplatz, die anderen wurden in einem Magazin eingelagert.